# Färg
För andra betydelser, se Färg (olika betydelser).
Ordet färg syftar på en rad olika företeelser. I vardagslivet kan det oftast användas utan krav på definition eller specificering, men för mera specifika ändamål finns flera olika, och delvis motsägande, betydelser av ordet. Ordet kulör används ibland som synonymt med vissa betydelse av färg men kan också ha andra betydelser.
Färg kan syfta på det vi ser som färg, men det kan också ges en fysisk definition som utgår från våglängder hos elektromagnetisk strålning. Färg kan också definieras med utgångspunkt från processer i vårt visuella system eller genom att specificera vilka pigment eller andra metoder som har använts för att skapa färgintrycket. Förekomsten av olika definitioner leder ofta till missförstånd, exempelvis i frågan om vilken färg som en yta eller föremål egentligen har. I artikeln nedan används delvis olika definitioner av ordet färg. 

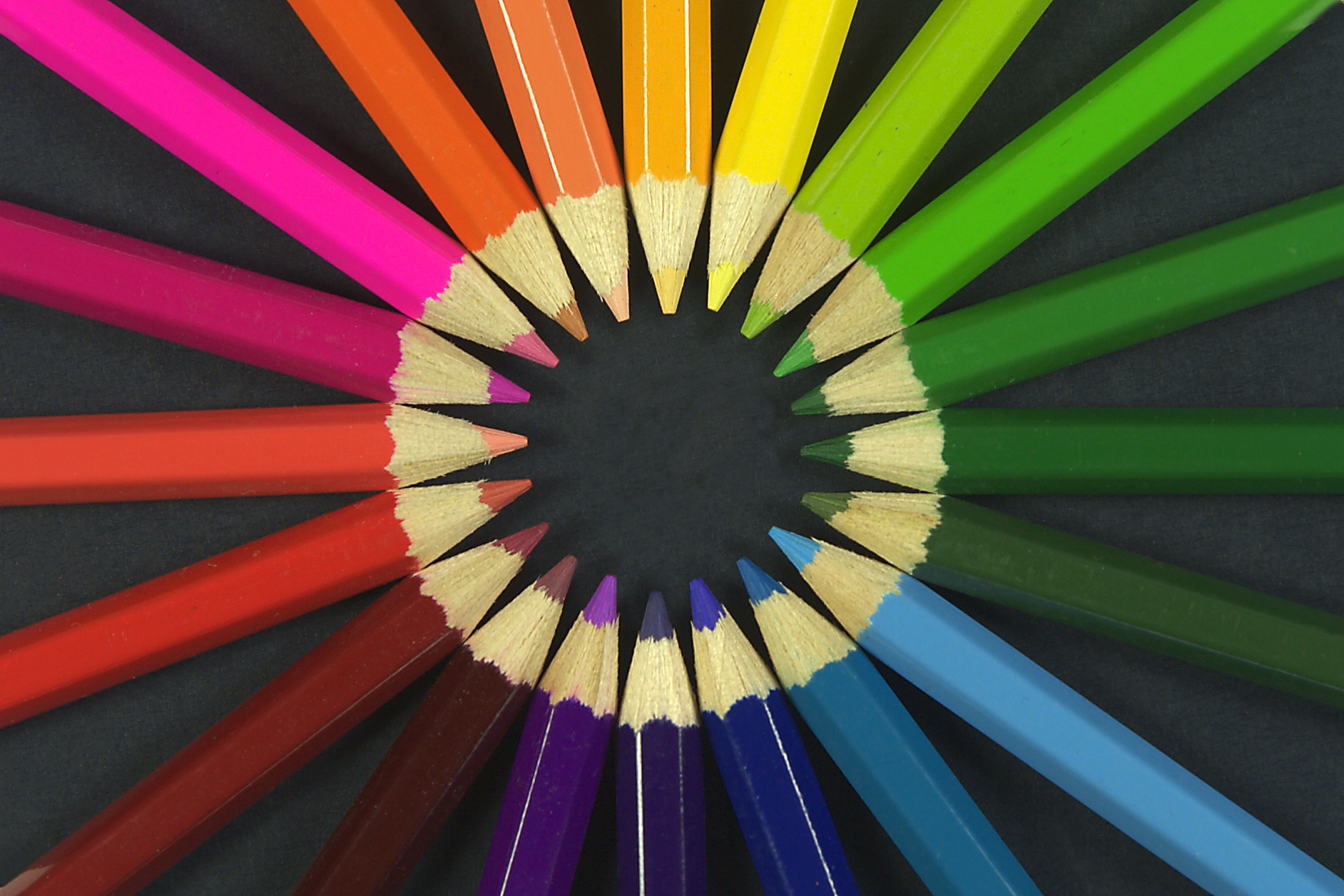
Färgpennor i olika färger.

## Färg är det vi ser
Att se är samma sak som att se färger, deras likheter och skillnader. Även den som kallas färgblind ser färger, om än inte på samma sätt som de flesta. Svart, grått och vitt kallas okulörta färger, alla andra är mer eller mindre kulörta.
Färg och ljus skapar tillsammans vår visuella upplevelse av rum och föremål. De färger vi ser är till en del beroende av den ljusstrålning som träffar våra ögon, men även av en mängd andra faktorer, både fysiologiska och psykologiska. Färger ses aldrig ensamma utan alltid i relation till andra färger, och den enskilda ytans färg påverkas av sammanhanget genom att vår perception hela tiden anpassas till de förhållanden som gäller (adaption). Ett renodlat exempel på detta kallas simultankontrast. Det svenska standardiserade färgbeteckningssystemet NCS utgår helt från hur människor ser färg.

## Kulör
Ordet kulör används ibland som liktydigt med färg i betydelsen synintryck. Det kan också användas som specificering av egenskaperna hos sådana färger.
I färgvetenskapliga sammanhang skiljer man mellan kulörta och okulörta färger, där vitt, grått och svart är okulörta.
Ordet kulörton (engelska hue) avser färgens egenskaper i förhållande till kulörta elementarfärger eller primärfärger. Ordet kulörthet betecknar den kulörta färgens "styrka" eller "intensitet".
Inom flera olika sammanhang skiljs mellan kulör och färg, vilka då ges olika betydelser. Inom byggnadsbranschen används ofta ordet kulör för färg som synintryck (gul, vit, brun etc.) medan färg används för materialet färg (målarfärg).
I kortspelssammanhang med vanlig fransk-engelsk kortlek betyder kulör egenskapen att vara röd (hjärter och ruter) eller svart (spader och klöver). Det finns alltså två kulörer, till skillnad från fyra stycken färger eller färgsviter (hjärter, spader, ruter och klöver).
När man talar om kulörtvätt ställs kulört snarast som en motsats till vitt, se tvätt. Inom matlagning kan man ge färg åt en sås eller annan anrättning genom att tillsätta sockerkulör.

## Fysik, strålning och färg
Elektromagnetisk strålning inom våglängdsområdet cirka 380–780 nm kallas ofta för synligt ljus, men vi inte kan se något ljus förrän strålningen har den riktning att den når våra näthinnor – antingen direkt från en ljuskälla eller reflekterad från en yta. Strålningen kan delas upp i olika våglängder med till exempel ett prisma, eller – som i regnbågen – i vattendroppar. När sådan strålning träffar en yta ser vi ett spektrum av kulörtoner från blått (kort våglängd) till rött (lång våglängd). Detta undersöktes och presenterades av Isaac Newton som också konstaterade att strålningen som sådan saknar färg.  Spektrums övergång mellan olika färger är kontinuerlig (utan tydliga gränser) men en traditionell uppdelning anger sju spektralfärger: Rött, orange, gult, grönt, blått, indigo och violett. Även andra indelningar förekommer, se till exempel faktamallen härintill. Tvärt emot vad man ofta tror innehåller spektrum inte alla de kulörtoner vi kan uppfatta utan saknar våglängder som motsvarar "purpurområdet" mellan blåviolett och rött.
| Ett sätt att dela upp färgspektrum | Ett sätt att dela upp färgspektrum                                                                                      | Ett sätt att dela upp färgspektrum                                                                                      | Ett sätt att dela upp färgspektrum                                                                                      |
| ---------------------------------- | --- | --- | --- |
|                                    | | | |
|                                    | | | |
|                                    | Färg | Våglängd (nm) | Frekvens (THz) |
|                                    | Röd | 625–740 | 480–405 |
|                                    | Orange | 590–625 | 508–480 |
|                                    | Gul | 565–590 | 531–508 |
|                                    | Grön | 520–565 | 577–531 |
|                                    | Cyan * | 500–520 | 600–577 |
|                                    | Blå * | 435–500 | 690–600 |
|                                    | Violett | 380–435 | 789–690 |
|                                    | | | |
| *                                  | Newtons sjudelade spektrum inkluderade ”blått” och ”indigo”, som kan ha motsvarat ”cyan” respektive ”blått” i tabellen. | Newtons sjudelade spektrum inkluderade ”blått” och ”indigo”, som kan ha motsvarat ”cyan” respektive ”blått” i tabellen. | Newtons sjudelade spektrum inkluderade ”blått” och ”indigo”, som kan ha motsvarat ”cyan” respektive ”blått” i tabellen. |

Strålning med endast en våglängd kallas monokromatisk. Den uppträder bara i mycket speciella situationer. Det normala är i stället att den strålning som når våra ögon och där ger upphov till en färgperception är blandning av många olika våglängder. Om vi till exempel tar en viss röd färg så finns det en oändlig mängd olika infallande kombinationer av våglängder som ger upphov till samma upplevelse av rött. Dessa kombinationer uppstår genom samverkan mellan våglängdssammansättningen hos den strålning som når en yta och ytans förmåga att absorbera eller reflektera olika våglängder. Ytor som reflekterar alla våglängder i lika hög grad uppfattas i normala ljus- och betraktningssituationer som okulörta, alltså vita, grå eller svarta, beroende på hur mycket av strålningen som reflekteras. Även ytans glans, alltså i vilken mån det reflekterade ljuset är riktat eller diffuserat, påverkar den uppfattade färgen.
Den internationella belysningskommissionen CIE har utarbetat teorier och metoder för att jämföra färger med utgångspunkt från den fysiska strålningens egenskaper. Dessa kolorimetriska metoder kan inte och gör heller inte anspråk på att ange hur färgen ser ut, utan syftar till att specificera och kvantifiera visuella skillnader, med målet att säkra industriell produktionsstabilitet och formulera nivåer för tolererade färgavvikelser.
Färgtemperatur är ett sätt att karakterisera ljusstrålning och mäts i kelvin. Det vi upplever som varmt ljus har lägre färgtemperatur än det vi upplever som kallt ljus, något som kan verka förvirrande men har sin förklaring i fysiken.
Färgåtergivningen hos ljuset från en ljuskälla anges i Ra och är ett ungefärligt mått på hur väl man kan urskilja och känna igen färger i detta ljus.

## Färgblandning
| Additiv och subtraktiv färgblandning. |  | Additiv och subtraktiv färgblandning. |
| Additiv och subtraktiv färgblandning. |  |                                       |

Additiv färgblandning innebär att ljusstrålning med olika färg blandas och adderas. Ett exempel är TV- eller datorskärmens små lysande punkter i färgerna Rött, Grönt och Blått (RGB). Subtraktiv färgblandning innebär i stället att filter eller ämnen som absorberar ljusstrålning minskar mängden ljus och ändrar dess färg. Detta är utgångspunkten för konstnärers pigmentblandning, formulerade av bland andra Johannes Itten. 
Ordet komplementfärg används på olika sätt, och syftar då på sinsemellan olika färgpar. Komplementfärger vid additiv färgblandning är ett par av ljusfärger som tillsammans ger upplevelsen av vitt ljus. Komplementfärger vid subtraktiv färgblandning är två pigment som ger grått eller svart när de blandas.

## Fysiologi och färgseende
Ögats näthinna innehåller två visuella system, ett färgkänsligt system och ett svart-vitt system med de mycket ljuskänsliga stavarna. Färgsystemets synceller är tapparna. Det finns tre olika typer av tappar (L, M och S) med synpigment som är känsliga för ljus i tre olika våglängdsområden (lång, mellan och kort). Den process som leder från näthinneresponsen till att vi uppfattar färger är komplicerad och ännu inte fullt utforskad. Den allmänt accepterade teorin för detta kallas opponentteorin och säger att signalerna från näthinnan till hjärnan förmedlas genom tre kanaler: en för rött eller grönt, en för blått eller gult och en för olika proportioner av svart och vitt.

## Färgers psykologiska och fysiologiska inverkan på människor
Det är vanligt att man tillskriver olika färger egenskaper som till exempel aktiverande eller lugnande, eller ser dem som främjande för sådant som kreativitet, produktivitet eller intellektuell verksamhet. Det finns också föreställningar om att vissa färger på ett eller annat sätt påverkar vårt välbefinnande och hälsa. I de flesta fall finns det dock inga vetenskapliga belägg för att dessa effekter verkligen finns. Det man med ganska stor säkerhet kan säga är att rum med röd-gula färger tycks ha en uppiggande effekt medan rum med blå-gröna färger verkar lugnande. Samtidigt har man funnit att kulörtheten – alltså hur stark färgen är – ofta har en större inverkan än om den röd eller blå. Dessutom har det mycket stor betydelse vilka färger som ses tillsammans. Forskarna är ofta mycket noga med att understryka att resultaten har erhållits under kontrollerade laboratiorieförhållanden och inte alls behöver vara giltiga i mer komplexa sammanhang.
Trots detta presenterar populärpressen ganska ofta artiklar om hur färger påverkar oss. Exempelvis påstås att blått kan öka kreativiteten medan gult förknippas med vårt intellekt, och att man fryser lättare i ett blått än i ett rött rum. Om det stämmer eller ej återstår att bevisa.

## Färgers symboliska betydelser
De symboliska betydelserna hos färger och färgkombinationer är av flera olika slag. Den amerikanska filosofen Susanne Langer talar om expressiva symboler – de perceptuella mönster som väcker vår uppmärksamhet i konst och design genom att erinra om våra levande sinnliga erfarenheter i omvärlden och därför kan fungera som symboler för "upplevt liv". Sådana symboler känner vi igen spontant och kan ta till oss utan att behöva lära oss vad de betyder.
Andra färgsymboler har vuxit fram inom en viss kultur eller tid. I västvärlden är vi vana vid svart som en sorgens färg, men i flera asiatiska kulturer är det i stället vitt som symboliserar sorg. Kristna samfund har sina liturgiska färger, medan andra religioner har andra färgsymboler. Inom politiken har olika färger, genom att användas av olika politiska rörelser, fått särskilda betydelser. Man talar då om politisk färg.
Dessutom finns färgkoder eller symboler som har skapats genom överenskommelser eller standardisering. Ett exempel är de röd-gul-gröna trafiksignalerna, som är likadana i hela världen. Inom många branscher finns färgmärkning som anger olika funktioner eller kvaliteter. För fördjupning om olika färger, deras symboliska betydelser och de associationer de kan ge upphov till, se färgsymbolik.
Heraldiken använder begreppet färg i speciell betydelse och har regler om hur olika färger får kombineras.

## Färglära
Färglära är läran om färgers egenskaper, användning och sammansättning. Färgläran analyserar de enskilda färgernas karaktär och verkan, samt deras verkningar tillsammans. Den är ett tvärvetenskapligt kunskapsfält, som omfattar både humaniora och naturvetenskap, och är ett vanligt förekommande ämne inom konstnärliga utbildningar. Redan under antiken skrev till exempel Aristoteles om ämnet, och senare har bland andra Isaac Newton (Opticks, 1704), Johann Wolfgang von Goethe (Zur Farbenlehre, 1807–1809) och Johannes Itten publicerat verk om färglära.